# Фридрих I фон Ортенбург
Фридрих I фон Ортенбург (на немски: Friedrich I (II) von Ortenburg; † 28 март 1304) е граф на Ортенбург-Каринтия.

## Биография
Той е син на граф Херман I фон Ортенбург († 1265) и първата му съпруга графиня Елизабет фон Хойнбург († пр. 1254), дъщеря на граф Геро II фон Хойнбург († ок. 1220) и графиня Елизабет фон Ортенбург († сл. 1240), дъщеря на граф Рапото I фон Ортенбург († 1186). Внук е на граф Ото II фон Ортенбург († сл. 1197) и графиня Бригида фон Ортенберг. Баща му Херман I фон Ортенбург се жени 1254 г. втори път за графиня Еуфемия фон Плайн-Хардег († 1292).

## Фамилия
Фридрих I фон Ортенбург се жени за графиня Аделхайд фон Тирол-Гьорц († 1291), дъщеря на граф Майнхард I († 1258) и съпругата му Аделхайд фон Тирол († 1279), дъщеря, наследничка на граф Алберт III от Тирол († 1253). Те имат децата:
- Кунигунда фон Ортенбург († сл. 1321), омъжена за Вернхарт IV фон Шаунберг († сл. 1301)
- Еуфемия фон Ортенбург († сл. 23 април 1316), омъжена пр. 3 юни 1281 г. за граф Хуго II фон Верденберг-Хайлигенберг († 1305/1309)
- Херман II фон Ортенбург-Каринтия († сл. 8 декември 1301), граф на Ортенбург, женен пр. 8 декември 1301 г. за графиня Агнес (Анна) фон Шаунберг († сл. 1322), дъщеря на граф Хайнрих IV фон Шаунберг († 1327)
- Ото IV фон Ортенбург-Каринтия († сл. 1342), граф на Ортенбург, женен пр. 6 февруари 1311 г. за графиня София фон Шаунберг († сл. 1349), дъщеря на граф Вернхарт III фон Шаунберг († 1287)
- Катарина фон Ортенбург (* ок. 1260), омъжена ок. 1280 г. за граф Рицардо IV да Камино (* ок. 1250; † 12 април 1312, Тревизо)
- Майнхард I фон Ортенбург-Каринтия († 2 април 1335), женен за графиня Елизабет фон Пегау-Щернберг
- синове фон Ортенбург († сл. 1292)
- Аделхайд фон Ортенбург († сл. 1304), омъжена за граф Улрих IV фон Берг-Шелклинген († 7 октомври 1308/1309), син на граф Улрих III фон Берг-Шелклинген

Той има от втората си съпруга с неизвестно име един син:
- Албрехт фон Ортенбург († сл. 1334), женен за Хелена († сл. 7 февруари 1335) и има два сина Фридрих II фон Ортенбург († сл. 1355) и Ото V 'Млади' фон Ортенбург († 1376)